# Ett gott skratt...
Ett gott skratt... (Only When I Laugh) är en brittisk situationskomedi som ursprungligen sändes mellan 1979 och 1982 och utspelar sig på ett sjukhus. Serien skrevs av Eric Chappell.
1995 gjordes en svensk version som fick titeln Sjukan.

## Roller i urval
- James Bolam – Roy Figgis
- Peter Bowles – Archie Glover
- Christopher Strauli – Norman Binns
- Richard Wilson – Gordon Thorpe
- Derrick Branche – Syster Gupte